# Coasta Lupei
Coasta Lupei – wieś w Rumunii, w okręgu Gałacz, w gminie Nicorești. W 2011 roku liczyła 268 mieszkańców.